# كلية الجزيرة التقنية
منذ إنشائها في العام 2003م، نذرت كلية الجزيرة التقنية في ولاية الجزيرة السودانية نفسها للوفاء بتلبية رغبات وطموحات طالبي العلم على الصعيدين المحلي والعالمي، وذلك من خلال تقديم برامج أكاديمية وتعليمية تتسم بالتحدي وتدعم الاحترافية العلمية والتحفيز على المعرفة، وخلق روح الإبداع والابتكار في مجالات البحث العلمي والممارسة المهنية.
وتهدف برامج الكلية الأكاديمية إلى سد الفجوة بين النظرية والممارسة التطبيقية للمعارف العلمية من خلال تقديم برامج دراسات جامعية متخصصة وعالية القيمة في بيئة دراسية مفعمة بالفعالية والنشاط الأكاديمي وغير الأكاديمي وهي في مجملها انعكاس للإتجاهات والمطلوبات المحلية والعالمية، وبما يضمن لخريجي برامجها العلمية النجاح في مساراتهم العملية في عالم اليوم الذي يتسم بالتغييرات والتحديات المتسارعة والمستمرة.

## رؤيتها
’’ خلق مؤسسة تعليمية وبحثية ذات صيت محلي وإقليمي وعالمي، تسعى لبناء خريج يتمتع بتميز أكاديمي ومعرفي عالمي المعايير. ’’
’’ خلق كلية جامعية تلتزم التفوق الأكاديمي المعرفي ومواكبة المستجدات والتغيرات المحلية والإقليمية والعالمية. ’’
’’ بناء طالب جامعي قادر علي التفكير النقدي والتغيير الإيجابي الخلاق والابتكار غير المسبوق’’
’’ بناء طالب جامعي عالي القدرات الثقافية، مراعياً لقيم المجتمع وأخلاقيات المهنة، متواصلاً بفعالية مع المجتمع.’’

## رسالتها
وللوفاء برسالتها هذه، تجاهد كلية الجزيرة التقنية وتلقي بكل ثقلها وكافة إمكاناتها البشرية والمادية والتقنية من أجل :-
المساهمة في التنمية الاجتماعية والاقتصادية محلياً وإقليمياً وعالمياً .
إتاحة الفرص العادلة والمتساوية لقبول الطلاب المستوفين لشروط الالتحاق ببرامج الكلية الأكاديمية .
خلق بيئة صالحة لتربية فكرية ذات منظور عالمي، وإستعداد لقبول الأفكار الجديدة، وطرح التساؤلات النقدية الهادفة .
احتلال الكلية لموقع متقدم بين الجامعات والكليات العالمية كمركز إقليمي يتسم بالتميز في البرامج الدراسية الجامعية .
جذب طلاب جامعيين متبايني الثقافات من المجتمعات المحلية والإقليمية والعالمية ذوي موهبة ورغبة في التحصيل العلمي .
إنشاء ثقافة جامعية تنمي الإحساس يالمسؤولية الاجتماعية، والالتزام بالقيم الأخلاقية وتحفز روح التعاون، والعمل الجماعي .